# Alto Jequitibá
Alto Jequitibá este un oraș din unitatea federativă Minas Gerais, Brazilia.